# Górnik Łęczna (féminines)
Pour la section masculine, voir Górnik Łęczna.
Actualités
Le GKS Górnik Łęczna est un club de football polonais basé à Łęczna. C'est la section féminine du Górnik Łęczna.

## Histoire
La section féminine de Łęczna a été créée le 10 décembre 2002. Le club démarre en troisième division et termine sa première saison 2003-2004 à la quatrième place. La saison suivante le club termine à la deuxième place et est promu en deuxième division. L'équipe ne restera qu'une saison au deuxième niveau, mais sera de nouveau promue à la fin de la saison 2006-2007. Cette saison le club atteindra également la demi-finale de la Coupe de Pologne.
À partir de 2010, Górnik Łęczna est promue en première division et sera toujours en haut du tableau pour finalement remporter son premier titre de champion en 2018. Le club rééditera l'exploit trois fois de suite.

## Palmarès

### Titres
- Champion de Pologne : 3
  - Champion en 2018, 2019, 2020
- Coupe de Pologne : 2
  - Vainqueur en 2018 et 2020

### Bilan saison par saison
| Édition   | Ekstraliga kobiet | I liga kobiet | Coupe de Pologne | Ligue des champions    |
| 2005-2006 | -                 | 6e            | 1/8 Finaliste    |                        |
| 2006-2007 | -                 | -             | 1/2 Finaliste    |                        |
| 2007-2008 | -                 | 4e            | 1/8 Finaliste    |                        |
| 2008-2009 | -                 | 6e            | 1/4 Finaliste    |                        |
| 2009-2010 | -                 | 2e            | 1/8 Finaliste    |                        |
| 2010-2011 | 5e                | -             |                  |                        |
| 2011-2012 | 3e                | -             | 1/2 Finaliste    |                        |
| 2012-2013 | 3e                | -             | 1/4 Finaliste    |                        |
| 2013-2014 | 2e                | -             | 1/2 Finaliste    |                        |
| 2014-2015 | 2e                | -             | Finaliste        |                        |
| 2015-2016 | 2e                | -             | Finaliste        |                        |
| 2016-2017 | 2e                | -             | Finaliste        |                        |
| 2017-2018 | 1er               | -             | Vainqueur        |                        |
| 2018-2019 | 1er               | -             | 1/2 Finaliste    | Phase de qualification |
| 2019-2020 | 1er               | -             | Vainqueur        | Phase de qualification |
| 2020-2021 | 3e                | -             | 1/2 Finaliste    |                        |
| 2021-2022 | 2e                | -             | 1/16 Finaliste   |                        |
| 2022-2023 | 2e                | -             | 1/4 Finaliste    |                        |
| 2023-2024 | -                 | -             | 1/4 Finaliste    |                        |